# Злостављање (филм из 1992)
„Злостављање“ је југословенска драма из 1992. године. Режирао ју је Петар Зец, који је и адаптирао сценарио према истоименој приповеци Иве Андрића.